# Villeneuve-d’Amont
Villeneuve-d’Amont ist eine französische Gemeinde mit 221 Einwohnern (Stand: 1. Januar 2022) im Département Doubs in der Region Bourgogne-Franche-Comté.

## Geographie
Villeneuve-d’Amont liegt auf 680 m über dem Meeresspiegel, etwa 24 Kilometer westlich der Stadt Pontarlier (Luftlinie). Das Dorf erstreckt sich im Jura, auf dem Hochplateau von Villeneuve, südlich der Karstquelle des Lison.
Die Fläche des 14,27 km² großen Gemeindegebiets umfasst einen Abschnitt des französischen Juras. Der Hauptteil des Gebietes wird vom Plateau von Villeneuve eingenommen, das zum zweiten Juraplateau gehört, durchschnittlich auf 660 m liegt und überwiegend von Wiesland bedeckt ist. Das Plateau wird von einem Trockental durchzogen, das zum oberen Einzugsgebiet des Lison gehört. Das gesamte Gebiet besitzt keine oberirdischen Fließgewässer, weil das Niederschlagswasser im verkarsteten Untergrund versickert. Begrenzt wird das Plateau von ausgedehnten Waldflächen: im Westen vom Bois de Chalem, im Osten vom Forêt de Levier und im Süden von dem Waldgebiet Forêt d’Arc. Hier wird mit 727 m die höchste Erhebung von Villeneuve-d’Amont erreicht.
Nachbargemeinden von Villeneuve-d’Amont sind Crouzet-Migette und Gevresin im Norden, Levier im Osten, Villers-sous-Chalamont und Arc-sous-Montenot im Süden sowie Sainte-Anne im Westen.

## Geschichte
Im Mittelalter gehörte Villeneuve-d’Amont zur Herrschaft Montmahoux, die unter der Oberhoheit der Herren von Chalon stand. Zusammen mit der Franche-Comté gelangte das Dorf mit dem Frieden von Nimwegen 1678 an Frankreich. Seit 2002 ist Villeneuve-d’Amont Mitglied des 11 Ortschaften umfassenden Gemeindeverbandes Communauté de communes Altitude 800.

## Sehenswürdigkeiten

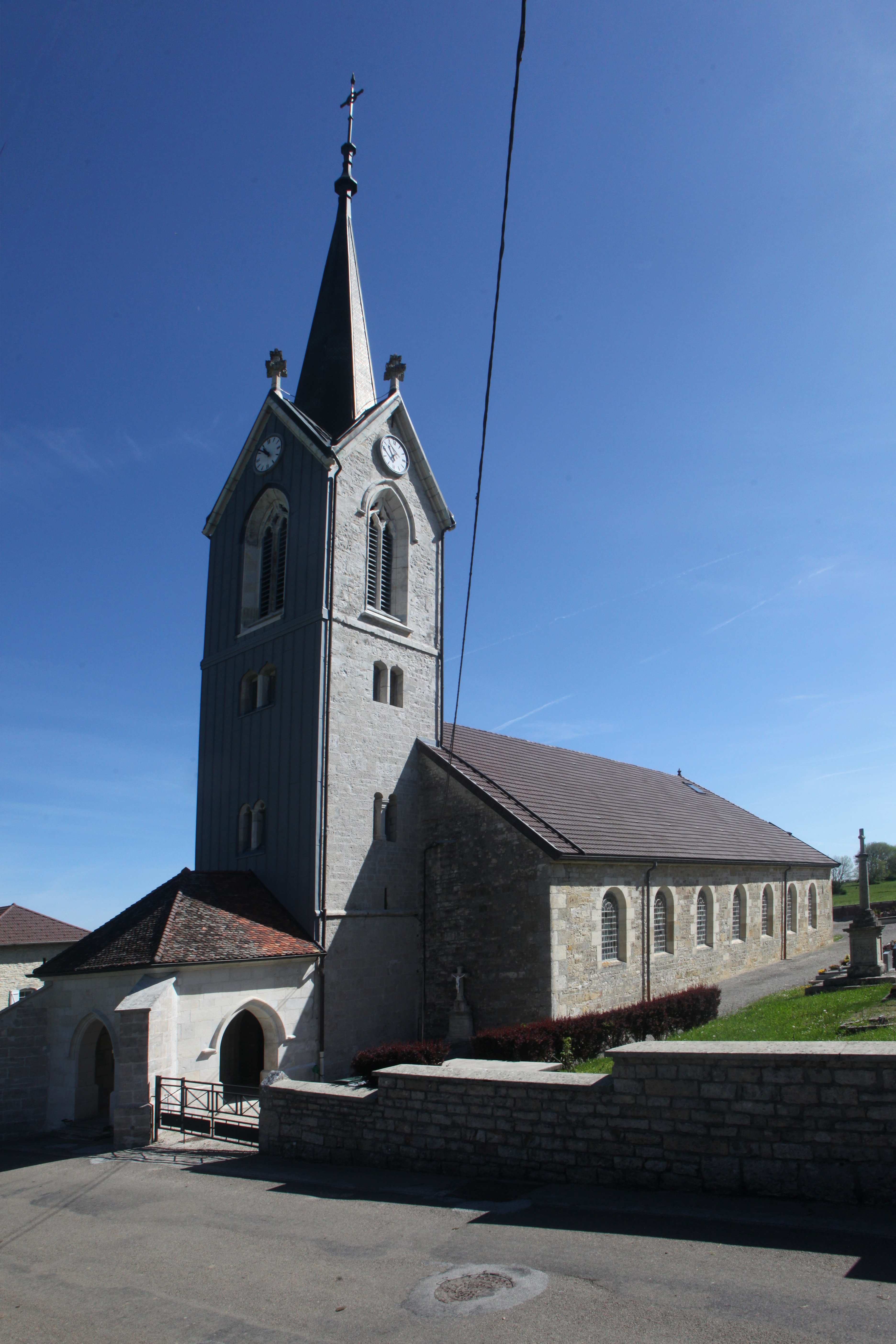
Kirche Saint-Antoine

Die Pfarrkirche Saint-Antoine wurde im 15. Jahrhundert erbaut und später mehrfach restauriert und teilweise umgestaltet. Sie wurde am 5. August 2018 von einem Brand bis auf die Grundmauern zerstört und befindet sich im Wiederaufbau.

## Bevölkerung
| Jahr                       | 1962 | 1968 | 1975 | 1982 | 1990 | 1999 | 2006 | 2016 |
| Einwohner                  | 264  | 268  | 261  | 214  | 257  | 260  | 271  | 240  |
| Quellen: Cassini und INSEE |      |      |      |      |      |      |      |      |

Mit 221 Einwohnern (1. Januar 2022) gehört Villeneuve-d’Amont zu den kleinen Gemeinden des Départements Doubs. Nachdem die Einwohnerzahl in der ersten Hälfte des 20. Jahrhunderts markant abgenommen hatte (1881 wurden noch 375 Personen gezählt), wurden seit Beginn der 1960er Jahre nur noch relativ geringe Schwankungen verzeichnet.

## Wirtschaft und Infrastruktur
Villeneuve-d’Amont war bis weit ins 20. Jahrhundert hinein ein vorwiegend durch die Landwirtschaft, insbesondere Milchwirtschaft und Viehzucht, sowie durch die Forstwirtschaft geprägtes Dorf. Daneben gibt es heute einige Betriebe des lokalen Kleingewerbes, unter anderem in der Branche der Holzverarbeitung. Mittlerweile hat sich das Dorf auch zu einer Wohngemeinde gewandelt. Viele Erwerbstätige sind Wegpendler, die in den größeren Ortschaften der Umgebung ihrer Arbeit nachgehen.
Die Ortschaft ist verkehrstechnisch gut erschlossen. Sie liegt nahe der Hauptstraße D72, die von Pontarlier nach Salins-les-Bains führt. Weitere Straßenverbindungen bestehen mit Villers-sous-Chalamont, Arc-sous-Montenot, Crouzet-Migette und Gevresin.